# 丹麥酥
丹麥酥是一种多层层壓甜糕点。此類糕點最初是由奥地利面包师带到丹麦，后来发展成为丹麦的特色。後來丹麥移民又把丹麥酥引進到美国。